# Tarenna angustifolia
Tarenna angustifolia är en måreväxtart som beskrevs av Elmer Drew Merrill. Tarenna angustifolia ingår i släktet Tarenna och familjen måreväxter. Inga underarter finns listade i Catalogue of Life.